# La sonrisa del pelícano
La sonrisa del pelícano fue un programa español de televisión emitido por Antena 3 en 1997, con dirección y presentación del periodista Pepe Navarro.

## Formato
Muy similar a Esta noche cruzamos el Mississippi, el espacio combinaba humor, entrevistas y debates sobre temas de la actualidad política y social.
Contó además con la colaboración del humorista Florentino Fernández, que ya había trabajado en Esta noche cruzamos el Mississippi, y que interpretaba a los personajes Crispín Klander y Lucas Grijander (ambos, creados como parodias de Chiquito de la Calzada), además de otros nombres como el actor Miki Nadal, la periodista de prensa rosa Idoia Bilbao o La Veneno.

## Historia del programa

### Antecedentes
Hasta tres meses antes del estreno de La sonrisa del pelícano, Pepe Navarro había estado presentando un espacio muy similar titulado Esta noche cruzamos el Mississippi en Telecinco, la cadena competidora de Antena 3 por el mercado publicitario, con unos excelentes resultados de audiencia. Finalizado su contrato en junio de 1997, Telecinco anunció la no renovación de Navarro y su sustitución por Javier Sardá, que puso en marcha el late night Crónicas Marcianas. Simultáneamente, Navarro fue fichado por Antena 3. Crónicas marcianas, que se convertiría en el más directo rival por la audiencia de La sonrisa del pelícano, se estrenó siete días antes que este programa.

### Polémicas
Casi de manera inmediata a su estreno, el programa comenzó a ser criticado desde algunos medios de comunicación por la utilización de sucesos luctuosos para conseguir audiencia, como el Caso Arny, el Caso GAL, o el secuestro de la farmacéutica de Olot, Maria Àngels Feliu. Provocó una protesta de la Casa Real española por comentarios acerca de presuntas relaciones prematrimoniales entre Cristina de Borbón e Iñaki Urdangarín e incluso se llegó a insinuar que se había mercadeado con la línea editorial del programa, en beneficio del exbanquero Mario Conde.

### Cancelación
El programa fue cancelado fulminantemente por los responsables de Antena 3 el 2 de diciembre de 1997, cuatro horas antes del inicio de su emisión, argumentando que el espacio vulneraba el Código Deontológico de la cadena. No obstante, desde diversos foros, incluido el político Joaquín Leguina del PSOE, se especuló reiteradamente con la posibilidad de que la inminente emisión de un espacio sobre un video de contenido sexual que afectaba gravemente a la intimidad del periodista Pedro J. Ramírez desencadenó la decisión.
El mismo día de la cancelación del programa la cadena creó la figura del Defensor del espectador y nombró en el cargo a la periodista Consuelo Álvarez de Toledo, que reconoció que el programa de Navarro fue uno de los detonantes del nombramiento.
La cancelación suscitó, por otro lado, la crítica del Comité de empresa de Antena 3. Además, el director y presentador presentó una demanda contra la cadena por incumplimiento de contrato.

## Audiencias
El día de su estreno, el programa cosechó un 24,8% de cuota de pantalla, frente al 17,3% de su más directo rival Crónicas Marcianas. Sin embargo, en sucesivas semanas, esa diferencia se iría reduciendo de modo que por ejemplo, en la semana del 29 de septiembre, los respectivos shares fueron del 25,7% y 22,5% Finalmente Crónicas Marcianas logró superar al programa de Navarro a finales de octubre, situación que se mantuvo hasta la cancelación del espacio de Antena 3: En su última semana de emisión, La sonrisa del pelícano obtuvo un 23,7% de share, frente al 25% del programa de Sardá. La audiencia media fue del 25,2% de cuota de pantalla